# Festival slovenskega filma 2011
14. Festival slovenskega filma je potekal od 29. septembra do 1. oktobra 2011 v Portorožu. Osrednje prizorišče je bil Avditorij Portorož. Direktorica festivala je bila Marija Marđonović, programski direktor (selektor, zadolžen za izbor filmov za tekmovalni program) pa Gorazd Trušnovec.

## Nagrade

### Vesne
| #   | Kategorija            | Prejemnik                                          |
| --- | --------------------- | -------------------------------------------------- |
| 1.  | celovečerni film      | Arheo (r. Jan Cvitkovič)                           |
| 2.  | kratki film           | Obisk (r. Miha Mazzini)                            |
| 3.  | režija                | Jan Cvitkovič (Arheo)                              |
| 4.  | scenarij              | Nejc Gazvoda (Izlet)                               |
| 5.  | glavna ženska vloga   | Nina Rakovec (Izlet)                               |
| 6.  | glavna moška vloga    | Jure Henigman (Izlet)                              |
| 7.  | stranska ženska vloga | Saša Pavček (Kruha in iger)                        |
| 8.  | stranska moška vloga  | Jonas Žnidaršič (Kruha in iger)                    |
| 9.  | fotografija           | Jure Černec (Arheo)                                |
| 10. | glasba                | Rok Pezdirc in Urša Golob − New Wave Syria (Izlet) |
| 11. | montaža               | Nejc Gazvoda in Janez Lapajne (Izlet)              |
| 12. | študijski film        | Smeti (r. Dominik Mencej)                          |
| 13. | dokumentarni film     | Aleksandrinke (r. Metod Pevec)                     |
| 14. | animirani film        | Last minute (r. Špela Čadež)                       |
| 15. | scenografija          | Duško Milavec (Oči, a lahko jaz šofiram)           |
| 16. | kostumografija        | Katja Hrobat (Kruha in iger)                       |
| 17. | ton                   | Julij Zornik (Oči, a lahko jaz šofiram)            |
| 18. | posebni dosežki       | Martin Marion (Stanje šoka)                        |

1. ↑  Prejemnik vesne za najboljši kratki film je dobil tudi nagrado podjetja Teleking.

Žirija lahko podeli največ 18 vesen, in sicer v 12 "glavnih" kategorijah (1−12), nato pa še največ šest (13–18) v preostalih 9 kategorijah. Žirija ni podelila vesne za najboljšo animacijo, za najboljšo masko in za najboljšo manjšinsko koprodukcijo.
Strokovno žirijo za podelitev nacionalnih nagrad vesen so sestavljali Lara Jankovič, Dafne Jemeršič, Vladan Petković, Matjaž Javšnik (predsednik) in Sašo Podgoršek.

### Ostale nagrade

#### Nagrada Metoda Badjure za življenjsko delo na področju filmske ustvarjalnosti in kulture
- Ljubo Struna

Žirija: Maja Weiss (predsednica), Filip Robar Dorin, Miha Hočevar, Denis Valič, Dunja Klemenc

#### Nagrada občinstva
- Kruha in iger (r. Klemen Dvornik; prod. TV Slovenija, koprod. Studio Arkadena)

Zmagovalni film je prejel povprečno oceno 4,64. Nagrado dobi producent filma.

#### Nagrada slovenskih filmskih kritikov in publicistov za najboljši film
- Izlet (r. Nejc Gazvoda)

Žirija: Marcel Štefančič jr., Matic Majcen (predsednik), Katja Čičigoj

#### Stopova nagrada za najboljšega igralca ali igralko leta (za igralske dosežke leta)
- Jure Henigman, Nina Rakovec in Luka Cimprič (Izlet)

Žirija: Niko Goršič, Marjana Vovk, Miha Brun

#### Kodakova nagrada za najboljšo fotografijo
- Sven Pepeonik (Lahko noč, gospodična)

#### Kodakova nagrada za najboljši študentski film
- Veter v meni (r. Boris Bezić)

## Filmi
Na festivalu je bilo predstavljenih 67 filmov (kar je bilo največ dotlej): 53 v tekmovalnem in 14 v preglednem programu. Kot določa pravilnik festivala, se v tekmovalni program lahko uvrstijo dela, ki imajo večinski producentski delež slovenskih producentov ali so pretežno posneta v slovenskem jeziku, ali dela, ki so producirana v madžarskem ali italijanskem jeziku, če so namenjena madžarski ali italijanski narodni skupnosti, ki živita na območju Republike Slovenije. Za nekatere nagrade lahko tekmujejo tudi koprodukcijski filmi z manjšinskim deležem slovenskih producentov, ki ne sme biti manjši od 10 %.
Med filmi tekmovalnega programa je bilo:
- 10 celovečercev (9 domačih, od tega 7 igranih, 1 igrano-dokumentarni in 1 dokumentarni, in 1 koprodukcijski)
- 1 srednjemetražni dokumentarec
- 17 kratkih filmov (od tega 3 animirani)
- 25 študentskih filmov

V preglednem programu pa je bilo 7 celovečernih in 7 srednjemetražnih filmov (dokumentarnih in igranih).
Na festivalski razpis je sicer prispelo 130 prijav. Na festival se lahko prijavijo kinematografska filmska oziroma avdiovizualna dela, ki so bila realizirana največ dve leti pred prvim dnevom festivala in na njem še niso bila prikazana.

### Tekmovalni program

#### Celovečerni filmi
| Film                                                | Žanr                       | Režija         |
| --------------------------------------------------- | -------------------------- | -------------- |
| Igrani                                              |                            |                |
| Kruha in iger                                       | komedija                   | Klemen Dvornik |
| Izlet                                               | drama                      | Nejc Gazvoda   |
| Stanje šoka                                         | komedija                   | Andrej Košak   |
| Lahko noč, gospodična                               | drama                      | Metod Pevec    |
| Prepisani                                           | komedija                   | Klemen Dvornik |
| Arheo                                               | drama                      | Jan Cvitkovič  |
| Zmaga ali kako je Maks Bigec zasukal kolo zgodovine | socialna drama             | Miran Zupanič  |
| Igrano-dokumentarni                                 |                            |                |
| Sfinga                                              | alpinistična pustolovščina | Vojko Anzeljc  |
| Dokumentarni                                        |                            |                |
| Aleksandrinke                                       | dokumentarni film          | Metod Pevec    |
| Koprodukcijski igrani                               |                            |                |
| Deviški ples smrti                                  | plesna drama               | Endre Hules    |

#### Srednjemetražni filmi
| Film                                    | Žanr              | Režija     |
| --------------------------------------- | ----------------- | ---------- |
| Odkrivanje skritega spomina Angele Vode | dokumentarni film | Maja Weiss |

#### Kratki filmi
| Film                                 | Žanr/kategorija        | Režija                           |
| ------------------------------------ | ---------------------- | -------------------------------- |
| Obisk                                | igrani film            | Miha Mazzini                     |
| Oči, a lahko jaz šofiram             | komedija               | Miha Hočevar                     |
| Intima                               | igrani film            | Darko Štante                     |
| Tolažnik                             | drama                  | Uroš Zavodnik                    |
| Čudež                                | dokumentarni           | Svetlana Dramlić                 |
| Finished Movie                       | groteska               | Peter Bizjak                     |
| Stvari, ki jih nisva nikoli naredila | drama                  | Martin Turk                      |
| Veriga mesa                          | triler                 | Tomaž Gorkič                     |
| Riba, kaktus in bencin               | igrani film            | Milena Olip                      |
| Balada                               | horor-gangsterski film | Matevž Jerman                    |
| Dead Duck                            | improvizirani film     | Diego Menendes                   |
| Izključena                           | drama                  | Klemen Berus                     |
| Hiša na Jurčkovi                     | komedija               | Matjaž Ivanišin                  |
| Toplo za ta letni čas                | kratki film            | Blaž Kutin                       |
| Animirani                            |                        |                                  |
| Kaskader                             | animirani film         | Zdravko Barišić                  |
| Last Minute                          | animirani film         | Špela Čadež                      |
| Gremo v raj                          | animirani film         | Koni Steinbacher, Janez Marinšek |

#### Študentski filmi
| Film                                   | Režija             |
| -------------------------------------- | ------------------ |
| Klemen Klemen                          | Tosja Flaker Berce |
| Generacija Južne Afrike                | Maja Prelog        |
| Veter v meni                           | Boris Bezić        |
| Obisk                                  | Alma Lapajne       |
| Za zaprtimi očmi                       | Milan Urbajs       |
| Župnikov konjiček                      | Milan Urbajs       |
| Obletnica                              | Jaka Šuligoj       |
| Samo še en obrat                       | Mina Bergant       |
| Smeti                                  | Dominik Mencej     |
| Besni prerok                           | David Sipoš        |
| Cesar                                  | Nikolaj Vodošek    |
| Dobrodošel Peter Bossman               | Simon Intihar      |
| Časovna banka                          | Sara Kern          |
| Mesidž                                 | Peter Hvalica      |
| Preklete podlasice                     | Domen Martinčič    |
| Izpit                                  | Katarina Morano    |
| Onkraj                                 | Vid Hajnšek        |
| Za eno noč                             | Nina Šorak         |
| Fountain                               | Peter Bizjak       |
| Niti                                   | Iva Musović        |
| Prvi dan v službi                      | Urška Djukić       |
| Zadnje kosilo                          | Miha Šubic         |
| Njena pravila, moja pogostitev         | Polona Zupan       |
| Apple Stand                            | Nikolina Mudronja  |
| Dragiša Modrinjak, mojster fotografije | Maja Modrinjak     |

### Pregledni program
| Film                                                 | Žanr/kategorija            | Režija                                |
| ---------------------------------------------------- | -------------------------- | ------------------------------------- |
| Celovečerni igrani                                   |                            |                                       |
| Črni bratje                                          | zgodovinska drama          | Tugo Štiglic                          |
| Daleč na morje                                       | igrani film                | Simona Ferenc                         |
| Koko i duhovi                                        | otroški film               | Daniel Kušan                          |
| Evangelij po Jovanu                                  | drama-triler               | Nemanja Bečanović                     |
| Celovečerni igrano-dokumentarni                      |                            |                                       |
| Pot v gaj/Opre Roma 3                                | dokumentarni film          | Filip Robar-Dorin                     |
| Srednjemetražni dokumentarni                         |                            |                                       |
| Klanec do doma                                       | dokumentarni               | Dušan Moravec                         |
| Bejž če vejdš                                        | dokumentarni               | Andraž Pöschl                         |
| Besede onkraj videnega                               | dokumentarni               | Matjaž Latin                          |
| Prostor v tej galaksiji                              | dokumentarni film          | Alvaro Petricig                       |
| Srednjemetražni igrani                               |                            |                                       |
| Beli zajec                                           | drama                      | Boris Bezić                           |
| Celovečerni in srednjemetražni glasbeni dokumentarci |                            |                                       |
| Tist' dan v tednu                                    | glasbeni dokumentarni film | Anže Verdel, Anže Petrič in Miha Čeak |
| V letu hip hopa                                      | glasbeni dokumentarni film | Boris Petkovič                        |
| Vedno mlada Slovenija                                | dokumentarni film          | Peter Braatz                          |
| Veš, poet svoj dolg                                  | dokumentarni film          | Urša Menart                           |